# Cuterebra tenebriformis
Cuterebra tenebriformis är en tvåvingeart som beskrevs av Curtis W. Sabrosky 1986. Cuterebra tenebriformis ingår i släktet Cuterebra och familjen styngflugor. Inga underarter finns listade i Catalogue of Life.